# Ligne de Monsempron-Libos à Cahors
La ligne de Monsempron-Libos à Cahors est une ligne ferroviaire en France, qui reliait les gares de Monsempron-Libos (près de Fumel) et de Cahors.
La ligne est aujourd'hui déclassée entre Fumel et Cahors. Elle constitue la ligne 632 000 du réseau ferré national.

## Histoire
Les 2 février et 6 avril 1855 est signée une convention entre le ministre des Travaux publics et les administrateurs de la Compagnie du chemin de fer Grand-Central de France. Elle concède à titre éventuel à la compagnie un embranchement sur Cahors. Cette convention est approuvée par décret impérial le 7 avril 1855. À la suite de la déconfiture financière de la Compagnie du chemin de fer Grand-Central de France, son démantèlement est organisé en 1857 au profit de la Compagnie du chemin de fer de Paris à Orléans et de la constitution de la Compagnie des chemins de fer de Paris à Lyon et à la Méditerranée.
La ligne « de Cahors à la ligne de Périgueux à Agen » est concédée à titre définitif à la Compagnie du chemin de fer de Paris à Orléans par une convention signée le 11 juin 1863 entre le ministre des Travaux publics et la compagnie. Cette convention est approuvée par un décret impérial le 6 juillet 1863.
La ligne Cahors-Monsempron-Libos cesse son exploitation voyageurs le 26 septembre 1971. Cinq mouvements omnibus dans chaque sens parcouraient alors la ligne Cahors-Monsempron-Libos avec pour certains un prolongement vers Agen et vice-versa. Les autorails "mobylettes" X 5500/X 5800 de 150 CV assuraient l'essentiel des circulations voyageurs depuis le milieu des années 60. La gare de Castelfranc accueillit les autorails X5500/5800 ainsi qu'une Z 4700 avant leur ferraillement.
Un projet d'exploitation touristique entre Castelfranc et Fumel vit le jour en 1985 mais ne put se concrétiser.
Le trafic marchandises prit fin le 25 septembre 1977 sur la section Cahors-Castelfranc, le 1er mars 1980 sur la section Castelfranc-Fumel, et le 25 novembre 2010 sur le dernier tronçon Fumel-Monsempron-Libos. La voie ferrée a été déposée par étapes entre Cahors et Fumel.
Plusieurs sections de cette ancienne voie ferrée ont été aménagées en voie verte : la V86.

### Dates de déclassement
- De Castelfranc - Prayssac à Bif de Libos (PK 634,300 à 653,949), le 17 septembre 1980[6].
- De Fumel à Castelfranc - Prayssac (PK 614,675 à 634,300), le 10 novembre 1989[7].
- Section à Fumel (PK 610,826 à 614,675), le 11 juillet 1994[1].
- La  plate-forme, les gares et les ouvrages d'art sont encore bien visibles par la route qui traverse les vignobles de Cahors en allant de Cahors à Luzech.
- Peu après Cahors dans la zone industrielle subsistent quelques rails  et un quai de fret vestiges d'un embranchement industriel de cette ligne.